# Ватерполо на Летњим олимпијским играма 1976.
Седамнаести ватерполо турнир на олимпијским играма је одржан 1976. у Монтреалу, Канада. За олимпијски турнир се пријавила укупно 12 репрезентација. Победник турнира и олимпијски шампион по шести пут је постала репрезентација Мађарске, друга је била репрезентација Италије а на треће место се пласирала репрезентација Холандије.

## Медаље
| Добитници медаља у ватерполу на Летњим олимпијским играма одржаним 1976. године у Монтреалу.                                                  | Добитници медаља у ватерполу на Летњим олимпијским играма одржаним 1976. године у Монтреалу.                                                                                               | Добитници медаља у ватерполу на Летњим олимпијским играма одржаним 1976. године у Монтреалу.                                                  | Добитници медаља у ватерполу на Летњим олимпијским играма одржаним 1976. године у Монтреалу. |
| --- | --- | --- | -------------------------------------------------------------------------------------------- |
| Злато | Сребро | Бронза |                                                                                              |
| Мађарска | Италија | Холандија |                                                                                              |
| Габор Чапо Тибор Червењак Тамаш Фараго Ђерђ Герендаш Ђерђ Хоркаји Ђерђ Кенез Ференц Конрад Ендре Молнар Ласло Шароши Атила Шудар Иштван Сивош | Умберто Пенераји Ролдано Симеони Рикардо Де Магистрис Алесандро Ђибелини Санте Марсили Виченцо Д'Анђело Марчело Де Лука Ђани Де Магистрис Алберто Алберани Силвио Баракини Луиђи Кастањола | Алекс Богчотен Тон Бунк Пит де Цварте Енди Хопелман Еверт Крон Нико Ландеверд Ханс Смитс Гијз Стробер Рик Тунен Ханс ван Зиланд Јан Еверт Вир |                                                                                              |

## Земље учеснице
На турниру је учествовало 12 репрезентација које су биле подељене у три групе:
| Група А - Италија - Југославија - Куба - Иран | Група Б - Мексико - Румунија - СССР - Холандија | Група Ц - Аустралија - Канада - Мађарска - Немачка |

## Прелиминарна фаза
Репрезентације су у овом кругу биле подељене у три групе по четири тима. Играле су свака са сваком по једну утакмицу. Крајњу позицију на крају ове фазе је одлучивао количник бодова. У случају истог броја бодова позицију је одлучивала гол-разлика.

### Група А
|    | Екипа       | Бодова | У | П | Н | И | Г+ | Г- | ГР  |
| -- | ----------- | ------ | - | - | - | - | -- | -- | --- |
| 1. | Италија     | 5      | 3 | 2 | 1 | 0 | 26 | 13 | +13 |
| 2. | Југославија | 4      | 3 | 1 | 2 | 0 | 25 | 10 | +15 |
| 3. | Куба        | 3      | 3 | 1 | 1 | 1 | 22 | 15 | +7  |
| 4. | Иран        | 0      | 3 | 0 | 0 | 3 | 4  | 39 | -35 |

- 18. јул 1976

| Југославија | 4 - 4  | Куба |
| Италија     | 12 - 1 | Иран |

- 19. јул 1976

| Југославија | 15 - 0 | Иран |
| Италија     | 6 - 6  | Куба |

- 20. јул 1976

| Југославија | 6 - 6  | Италија |
| Куба        | 12 - 3 | Иран    |

### Група Б
|    | Екипа           | Бодова | У | П | Н | И | Г+ | Г- | ГР  |
| -- | --------------- | ------ | - | - | - | - | -- | -- | --- |
| 1. | Холандија       | 6      | 3 | 3 | 0 | 0 | 14 | 10 | +4  |
| 2. | Румунија        | 3      | 3 | 1 | 1 | 1 | 18 | 14 | +4  |
| 3. | Совјетски Савез | 3      | 3 | 1 | 1 | 1 | 14 | 12 | +2  |
| 4. | Мексико         | 0      | 3 | 0 | 0 | 3 | 10 | 20 | -10 |

- 18. јул 1976

| Холандија | 5 - 3 | Мексико         |
| Румунија  | 5 - 5 | Совјетски Савез |

- 19. јул 1976

| Холандија | 3 - 2 | Совјетски Савез |
| Румунија  | 8 - 3 | Мексико         |

- 20. јул 1976

| Холандија       | 6 - 5 | Румунија |
| Совјетски Савез | 7 - 4 | Мексико  |

### Група Ц
|    | Екипа           | Бодова | У | П | Н | И | Г+ | Г- | ГР |
| -- | --------------- | ------ | - | - | - | - | -- | -- | -- |
| 1. | Мађарска        | 6      | 3 | 3 | 0 | 0 | 15 | 8  | +2 |
| 2. | Западна Немачка | 4      | 3 | 2 | 0 | 1 | 9  | 7  | +2 |
| 3. | Канада          | 2      | 3 | 1 | 0 | 2 | 8  | 14 | -6 |
| 4. | Аустралија      | 0      | 3 | 0 | 0 | 3 | 14 | 17 | -3 |

- 18. јул 1976

| Мађарска | 7 - 6 | Аустралија      |
| Канада   | 0 - 5 | Западна Немачка |

- 19. јул 1976

| Западна Немачка | 4 - 3 | Аустралија |
| Канада          | 2 - 4 | Мађарска   |

- 20. јул 1976

| Мађарска | 4 - 0 | Западна Немачка |
| Канада   | 6 - 5 | Аустралија      |

## Класификациона фаза
У овој фази су у групи за позиције од 7 до 12 места играле репрезентације које су у претходнок фази заузеле треће и четврто место у свакој од три група. У групи је било шест репрезентација. Екипе победнице које су освојиле прво и друго место у претходној фази по групама је играло у групи Е за позиције од првог до шестог места.

### Група Д
|     | Екипа           | Бодова | У | П | Н | И | Г+ | Г- | ГР  |
| --- | --------------- | ------ | - | - | - | - | -- | -- | --- |
| 7.  | Куба            | 9      | 5 | 4 | 1 | 0 | 34 | 14 | +20 |
| 8.  | Совјетски Савез | 7      | 5 | 3 | 1 | 1 | 33 | 16 | +17 |
| 9.  | Канада          | 6      | 5 | 2 | 2 | 1 | 27 | 21 | +6  |
| 10. | Мексико         | 5      | 5 | 1 | 3 | 1 | 26 | 19 | +5  |
| 11. | Аустралија      | 3      | 5 | 1 | 1 | 3 | 20 | 25 | -5  |
| 12. | Иран            | 0      | 5 | 0 | 0 | 3 | 8  | 53 | -45 |

- 22. јул 1976

| Куба    | 5 - 0  | Совјетски Савез |
| Канада  | 4 - 3  | Аустралија      |
| Мексико | 11 - 3 | Иран            |

- 23. јул 1976

| Совјетски Савез | 4 - 3 | Мексико |
| Канада          | 5 - 7 | Куба    |
| Аустралија      | 8 - 2 | Иран    |

- 24. јул 1976

| Куба            | 4 - 4 | Мексико    |
| Совјетски Савез | 7 - 2 | Аустралија |
| Канада          | 8 - 1 | Иран       |

- 26. јул 1976

| Куба       | 10 - 2 | Иран            |
| Канада     | 6 - 6  | Совјетски Савез |
| Аустралија | 4 - 4  | Мексико         |

- 27. јул 1976

| Куба            | 8 - 3  | Аустралија |
| Совјетски Савез | 16 - 0 | Иран       |
| Канада          | 4 - 4  | Мексико    |

### Група Е
|    | Екипа           | Бодова | У | П | Н | И | Г+ | Г- | ГР |
| -- | --------------- | ------ | - | - | - | - | -- | -- | -- |
| 1. | Мађарска        | 9      | 5 | 4 | 1 | 0 | 30 | 24 | +6 |
| 2. | Италија         | 6      | 5 | 2 | 2 | 1 | 21 | 20 | +1 |
| 3. | Холандија       | 6      | 5 | 2 | 2 | 1 | 18 | 17 | +1 |
| 4. | Румунија        | 5      | 5 | 1 | 3 | 1 | 26 | 25 | +1 |
| 5. | Југославија     | 3      | 5 | 0 | 3 | 2 | 21 | 24 | -3 |
| 6. | Западна Немачка | 1      | 5 | 0 | 1 | 4 | 15 | 21 | -6 |

- 22. јул 1976

| Мађарска  | 6 - 5 | Италија         |
| Холандија | 3 - 2 | Западна Немачка |
| Румунија  | 5 - 5 | Југославија     |

- 23. јул 1976

| Мађарска  | 5 - 3 | Западна Немачка |
| Италија   | 5 - 4 | Југославија     |
| Холандија | 4 - 4 | Румунија        |

- 24. јул 1976

| Мађарска    | 5 - 3 | Холандија       |
| Италија     | 4 - 4 | Румунија        |
| Југославија | 4 - 4 | Западна Немачка |

- 26. јул 1976

| Мађарска  | 9 - 8 | Румунија        |
| Италија   | 4 - 3 | Западна Немачка |
| Холандија | 5 - 3 | Југославија     |

- 27. јул 1976

| Мађарска | 5 - 5 | Југославија     |
| Италија  | 3 - 3 | Холандија       |
| Румунија | 5 - 3 | Западна Немачка |

## Коначна табела
| Позиција | Екипа           |
| -------- | --------------- |
| Злато    | Мађарска        |
| Сребро   | Италија         |
| Бронза   | Холандија       |
| 4.       | Румунија        |
| 5.       | Југославија     |
| 6.       | Западна Немачка |
| 7.       | Куба            |
| 8.       | Совјетски Савез |
| 9.       | Канада          |
| 10.      | Мексико         |
| 11.      | Аустралија      |
| 12.      | Иран            |

| Олимпијски шампион у ватерполу 1976. |
| Мађарска 6. титула                   |